# 动态时钟频率调整
动态时钟频率调整（Dynamic frequency scaling）（也被称作是CPU节流（CPU throttling））是一个用来使微控制器的频率可以自动适应需要进行调节，从而让CPU降低功耗，降低发热的技术。它属于计算机体系结构的范畴。
动态时钟频率调整几乎总是与动态电压调整一起出现，是因为较高的频率需要较高的电压，数字电路才能产生正确的结果。 它们组合的讨论话题被称为动态电压和频率调整（Dynamic voltage and frequency scaling (DVFS)）。
自动频率调节通常被用在诸如手提电脑或者其它移动设备这样需要用电池供电并且电量有限的设备上，以降低CPU功耗，延长设备续航时间。它同样也被应用到需要安静的计算设备或者为低负荷的机器减少能量消耗、减少冷却成本。更少的热量产生可以让系统的风扇少工作或不工作，可以减少噪音，进一步减少电能消耗。 它还用于当温度上升到某个阈值时对欠冷却的系统减少热量。比如散热很差的超频过的系统。